# Pseudactium mendicum
Pseudactium mendicum är en skalbaggsart som först beskrevs av Park 1962.  Pseudactium mendicum ingår i släktet Pseudactium och familjen kortvingar. Inga underarter finns listade i Catalogue of Life.